# امی دنسون
امی دنسون (انگلیسی: Amy Denson؛ زادهٔ ۳ مهٔ ۱۹۸۴) بازیکن بسکتبال اهل American است.